# رمدسیویر
رِمْ‌دِسیویر (انگلیسی: Remdesivir؛ تلفظ: رِم‌ْدِسیویر) که در آغاز با کد دارویی GS-5734 شناخته می‌شد، یک داروی ضد ویروس جدید از خانوادهٔ آنالوگ‌های نوکلئوزید است. این دارو را شرکت دارویی گیلیاد جهت درمان بیماری ویروسی ابولا و عفونت‌های ویروس ماربورگ ساخت، اما به‌تدریج مشخص گردید که خاصیت ضد ویروسی علیه سایر ویروس‌های تک‌رشته‌ای RNA نظیر ویروس سین‌سیشیال تنفسی، ویروس خونین، ویروس تب لاسا، ویروس نیپا، ویروس هِـندرا و خانوادهٔ کروناویروسها (شامل کروناویروس مرس و سارس) هم دارد. هم‌اکنون این دارو بر روی کروناویروس سندرم حاد تنفسی ۲ و عفونت‌های هنیپاویروس در حال مطالعه و بررسی است. بر پایهٔ موفقیت در درمان سایر انواع کروناویروسها، شرکت گیلیاد این دارو را در اختیار پزشکان آمریکایی که مشغول درمان یک فرد مبتلا به کووید-۱۹ در شهرستان اسنوهومیش، واشینگتن بود قرار دادند و تعدادی از آن ، نیز برای انجام کارآزمایی بالینی بر روی افراد مبتلا به فرم خفیف و شدید بیماری در چین در اختیار مقامات آن کشور قرار گرفت..

داروی رمدسیویر از سال 1400 برای درمان کرونا تحت پوشش بیمه سلامت ایران قرار گرفت.که دکتر محمدحسین صفاری، مدیرکل بیمه سلامت اصفهان اخیرا در مصاحبه با ایرنا بین داشته: ۶۰ میلیارد تومان از هزینه سال 1400، بیمه سلامت استان اصفهان به داروی "رمدسیویر" اختصاص پیدا کرد که این مبلغ ۶ درصد کل هزینه درمانی پرداختی این اداره کل را شامل می‌شود.

## پیشینه
در ۹ اکتبر ۲۰۱۵، مؤسسه پژوهش پزشکی بیماری‌های عفونی ارتش ایالات متحده آمریکا اعلام کرد که نتایج پیش‌بالینی امیدوارکننده‌ای به‌دست آورده‌اند که مادهٔ دارویی GS-5734 می‌تواند ویروس ابولا را در میمون‌های رزوس مهار کند. همه‌گیری ویروس ابولا در آفریقای غربی از سال ۲۰۱۳ تا ۲۰۱۶ ادامه داشت. تراویس وارن که پژوهشگر ارشد این مؤسسه از سال ۲۰۰۷ بوده‌است، اظهار داشت که «این نتیجهٔ همکاری مستمر این مؤسسه با شرکت دارویی گیلیاد بوده‌است». سپس، پایش‌های نخستین این مولکول دارویی شرکت گیلیاد توسط مرکز کنترل و پیشگیری بیماری (CDC) آغاز شد. بر پایه بررسی‌های اولیه، توصیه گردید که هر چه بیشتر بر روی این مادهٔ شیمیایی به‌عنوان درمان بالقوهٔ کار شود. نتایج این بررسی‌ها در کنفرانس سالیانهٔ «انجمن بیماری‌های عفونی آمریکا» که از ۷ تا ۱۱ اکتبر در شهر سن دیگو برگزار شد، ارائه گردید و در ژورنال علمی نیچر منتشر شد. پژوهش‌های مربوط به ابولا در آزمایشگاه‌های مجهز وزارت دفاع با ایمنی زیستی سطح ۴ انجام شد که تنها سازمانی است که چنین سطح ایمنی و محافظتی بالا و مطمئنی دارد. بودجهٔ پژوهش نیز توسط «آژانس دفاعی کاهش تهدید» و «دفتر مدیریت پروژه مشترک سیستم‌های پدافند پزشکی» وزارت دفاع تأمین گردید.
در ۱ مه ۲۰۲۰، اداره غذا و داروی آمریکا به داروی رمدسیویر جهت استفاده در درمان موارد شدید کووید-۱۹ در بیمارستان «مجوز اضطراری» داد.

## پژوهش‌ها
بررسی‌های آزمایشگاهی حاکی از آن است که رمدسیویر علیه طیف وسیعی از ویروس‌ها از جمله کروناویروس مرس و کروناویروس سارس مؤثر است. این دارو در درمان همه‌گیری ویروس ابولا در آفریقای غربی در سال‌های ۲۰۱۳ تا ۲۰۱۶ نقش داشت.

### ویروس ابولا
تولید این دارو در جریان همه‌گیری ویروس ابولا در آفریقای غربی به واسطهٔ کارآزمایی‌های بالینی انجام‌شده، تسریع شد و علی‌رغم آنکه هنوز در مراحل آغازین ساخت خود به سر می‌برد، دست‌کم بر روی یک بیمار به‌کار رفت. چون نتایج اولیه امیدوارکننده بود، این دارو سرانجام در موارد اورژانس همه‌گیری ابولا در کیوو از سال ۲۰۱۸ تا اوت ۲۰۱۹ استفاده شد؛ تا آنکه مقامات کنگویی اعلام کردند کارایی آن به‌مراتب کمتر از پادتن‌های مونوکلونالِ آزمایشی نظیر mAb114 و  REGN-EB3  است. با این حال پژوهشگران توانستند دریابند که ایمنی و بی خطری آن در چه حدی است.

### کروناویروس
در اواخر ژانویهٔ ۲۰۲۰ در پاسخ به دنیاگیری ۲۰–۲۰۱۹ کروناویروس، شرکت دارویی گیلیاد تست‌های آزمایشگاهی خود را بر روی ویروس کووید-۱۹ آغاز نموده و اعلام داشت که علیه سارس و مِـرس در مدل‌های حیوانی مؤثر است. این شرکت مقداری از دارو را نیز برای درمان تعداد اندکی از مبتلایان به کروناویروس، در اختیار مقامات چینی قرار داد. همچنین در اواخر ماه ژانویهٔ ۲۰۲۰، این دارو تحت عنوانِ «مصرف دلسوزانه»، به نخستین بیمار آمریکایی کووید-۱۹ در شهرستان اسنوهومیش، واشینگتن که بیماری‌اش پیشرفت کرده و دچار سینه‌پهلو شده بود، تجویز شد. با آنکه نمی‌توان یک نتیجه‌گیری عام و گسترده از این مصرف موردی نمود، اما شرایط بیمار ظرف یک‌روز بهبود قابل توجهی یافت و بیمار سرانجام از بیمارستان مرخص گشت. در همین هنگام، پژوهش‌گران چینی پس از انجام یک تحقیق اکتشافی (Exploratory research) بر روی ۳۰ بیمار، گزارش کردند که رمدسیویر و دو داروی هیدروکسی کلروکین و فاویپیراویر «اثر مهاری نسبتاً خوبی» بر روی ویروس کووید-۱۹ دارد و درخواست آزمایش‌های بالینی بر روی بیماران را نمودند. در ۶ فوریه ۲۰۲۰ یک کارآزمایی بالینی برای استفاده از رمدسیویر در کشور چین آغاز شد.
در ۱۷ مارس ۲۰۲۰ مصرف رمدسیویر در موارد شدید بیماری در جمهوری چک به‌طور موقتی تأیید شد. نتایج آزمایش این دارو بر روی یک بیمار ۷۹ سالهٔ ایتالیایی در جنوآ موفقیت‌آمیز بود، اما این نتیجهٔ مثبت قابل تعمیم به همهٔ افراد نیست. در همان روز، سازمان جهانی بهداشت اعلام داشت یک کارآزمایی بالینی بزرگ چهارجانبه و عملی را آغاز نموده‌است که در آن، گروهی از بیماران داروی رمدسیویر را دریافت خواهند داشت.
در ۲۰ مارس ۲۰۲۰ بیمارستان دانشگاهی کلیولند در ایالت اوهایو ۲ کارآزمایی بالینی برای بررسی اثربخشی رمدسیویر بر روی بیماران انجام داد.
نتایج یک آنالیز بالینی بر روی بیمارانی که رمدسیویر دریافت داشته بودند، امیدوارکننده بود. این مقاله که در ۱۰ آوریل ۲۰۲۰ در ژورنال پزشکی نیوانگلند منتشر شد، نشان داد از میان ۵۳ بیماری که دچار نوع شدید بیماری کرونا بودند، ۳۸ نفر با دریافت این دارو بهتر شدند، ۸ نفر بدتر شدند و ۷ نفر نیز فوت کردند. از میان ۳۰ بیماری که به دستگاه تنفس مصنوعی وصل بودند و این دارو را دریافت داشتند، پزشکان توانستند ۱۷ بیمار را از دستگاه جدا کنند. نرخ مرگ نیز ۱۳٪ کمتر از میزان مرگ در بیماران مشابه در کشور چین (از نظر شدت بیماری) بود که میزان مرگ‌شان بین ۱۷ تا ۷۸ درصد اعلام شده است. البته اشکال این مقاله آن است که یک پژوهش دو سو کور و کنترل‌شده با پلاسیبو نیست و به‌هیچ‌وجه نمی‌توان از آن، یک نتیجه‌گیری بالینی و درمانی نمود و پژوهش‌های بیشتری لازم است تا این مشاهدات را تأیید نماید.
از طرف دیگر، نتایج اولیه نخستین کارآزمایی بالینی در چین حاکی از غیرمؤثر بودنِ این دارو جهت درمان کووید-۱۹ بود. بنا به گزارش‌ها، رمدسیویر نه تنها وضعیت بیماران را بهتر نکرد، بلکه حجم ویروس در جریان خون بیماران را نیز کاهش نداد. از ۱۵۸ بیماری که با این دارو درمان شدند، ۱۳٫۹ درصد بعد از گذشت یک ماه درگذشتند. این در حالی است که میزان مرگ در گروه شاهد که یک دارونما گرفته بودند، ۱۲٫۸ درصد بود. این مطالعه به دلیل بروز عوارض جانبی دارو، به‌طور زودهنگام متوقف شد. سازمان جهانی بهداشت در پیش‌نویس اولیه خود اظهار داشت: «رمدسیویر به نتیجه مثبت کلینیکی یا ویرولوژیکی منجر نشد.» شرکت سازندهٔ دارو این پیش‌نویس را زیر سؤال برده و معتقد است این گزارش حاوی تصویری نامناسب از این پژوهش بوده، چرا که مطالعه به دلیل حضورِ اندک داوطلبان قطع شده بود و بنابر این، نمی‌توان نتیجه به‌دست آمده را از لحاظ آماری درست دانست.
در ۱ مه ۲۰۲۰، سازمان غذا و دارو ایالات متحده آمریکا، مصرف این دارو را در کودکان و بزرگسالان مبتلا به فرم شدید کووید-۱۹ (آنهایی که درصد اشباع اکسیژن مویرگی محیطی‌شان مساوی یا کمتر از ۹۴٪ در محیط معمولی باشد و به اکسیژن‌درمانی، دستگاه تنفس مصنوعی یا اکسیژناسیون غشایی برون‌پیکری نیاز داشته باشند) تأیید کرد. این تأییدیه از نوع «مجوز اضطراری» و مبتنی بر این مدعا از سوی کارخانهٔ سازنده بود که اگر رمدسیویر در روزهای نخستینِ بستری تجویز شود، دوره درمان را، از ۱۵ روز به ۱۱ روز کاهش دهد و همین چند روز کاهش، در شرایطی که سیستم درمانی آمریکا برای درمان این بیماران با کمبود اتاق‌های آی‌سی‌یو و دستگاه‌های تنفس مصنوعی مواجه است، می‌تواند در نجات جان بیمارانی که منتظر تخت آی‌سی‌یو هستند مؤثر بوده و همچنین از فشار بر سیستم درمانی آمریکا بکاهد.. با این‌حال متخصصان هشدار داده‌اند که این دارو یک گلوله طلایی برای درمان کووید-۱۹ نیست و در مورد اثربخشی‌اش، تردیدهایی وجود دارد. سازمان جهانی بهداشت و چین قبلاً اعلام کرده بودند که رمدسیویر بر بهبود بیماران کووید ۱۹ بی‌تأثیر است و شرکت گیلیاد ساینس در پاسخ گفته‌است که نتیجه‌گیری آنها نامعتبر است؛ چراکه بر مبنای مطالعه‌ای زودهنگام و کوتاه‌مدت بوده‌است.

### مصارف دام‌پزشکی
در سال ۲۰۱۹ ثابت شد که شکل فعال‌شدهٔ رمدسیویر، یعنی GS-441524، در درمان پریتونیتیس واگیردار گربه‌سانان که در اثر کروناویروس‌ها ایجاد می‌شود، مؤثر است.
سازمان غذا و داروی ایالات متحده آمریکا این شکل از دارو را برای چنین منظوری بررسی و تأیید نکرده‌است و این ماده در بازار سیاه در شبکه‌های اجتماعی و اینترنتی به‌فروش می‌رسد.

## دسترسی به دارو
در ۲۰ مارس ۲۰۲۰، دونالد ترامپ اعلام کرد این دارو برای «مصرف دلسوزانه» در بیمارانی که تست کرونای آنها مثبت شده، در دسترس خواهد بود و «استیون هان» سرپرست سازمان غذا و داروی ایالات متحده آمریکا نیز این موضوع را تأیید کرد. چنین تصمیمی به پزشکان این امکان را می‌دهد که از یک داروی آزمایشی تأییدنشده برای مصارف درمانی بهره بگیرند.
در ۲۳ مارس ۲۰۲۰ میلادی، شرکت دارویی گیلیاد «مصرف دلسوزانه» رمدسیویر را ملغی کرد (به استثنای کودکان بدحال و بانوان باردار)، چرا که اندوخته و ذخیرهٔ دارویی آن محدود است و اعلام داشت که دارو را همچنان برای پژوهش و کارآزمایی‌های بالینی بیشتر فراهم خواهد کرد.
در کانادا، این دارو تنها برای بیماری در دسترس است که قرار است در کارآزمایی بالینی شرکت کنند. (۱۱ آوریل ۲۰۲۰)

## مکانیسم عمل
رمدسیویر یک پیش‌دارو است که در بدن به شکل فعال خود «GS-441524» مبدل می‌شود. این ماده که یک آنالوگِ آدنوزین است با عملکرد آنزیم آران‌ای پلیمراز وابسته به آران‌ای تداخل ایجاد می‌کند و مانع از نمونه‌خوانی و ویرایش ژنتیکی ویروس توسط آنزیم اگزوریبونوکلئاز (ExoN) می‌شود و در نتیجه تولید و تکثیر ویروس کاهش می‌یابد. مشخص نیست که این دارو زنجیرهٔ آران‌ای را خاتمه می‌دهد یا سبب جهش در آن می‌شود. اما در مورد ویروس ابولا مشخص شد که آنزیم «آران‌ای پلیمراز وابسته به آران‌ای» از طریق خاتمه‌یافتن ساخت زنجیره‌اش، مهار می‌شود.
جهش در همین آنزیم در «کروناویروس جوندگان» که سبب مقاوت نسبی به این دارو شد در سال ۲۰۱۸ کشف شد. این جهش‌ها البته سبب می‌شوند تا ویروس دیگر چندان ماهیت مؤثری نداشته باشد. پژوهش‌گران معتقدند این جهش‌ها در صورت عدم مصرف دارو، ماندگار نیستند.

## سنتز

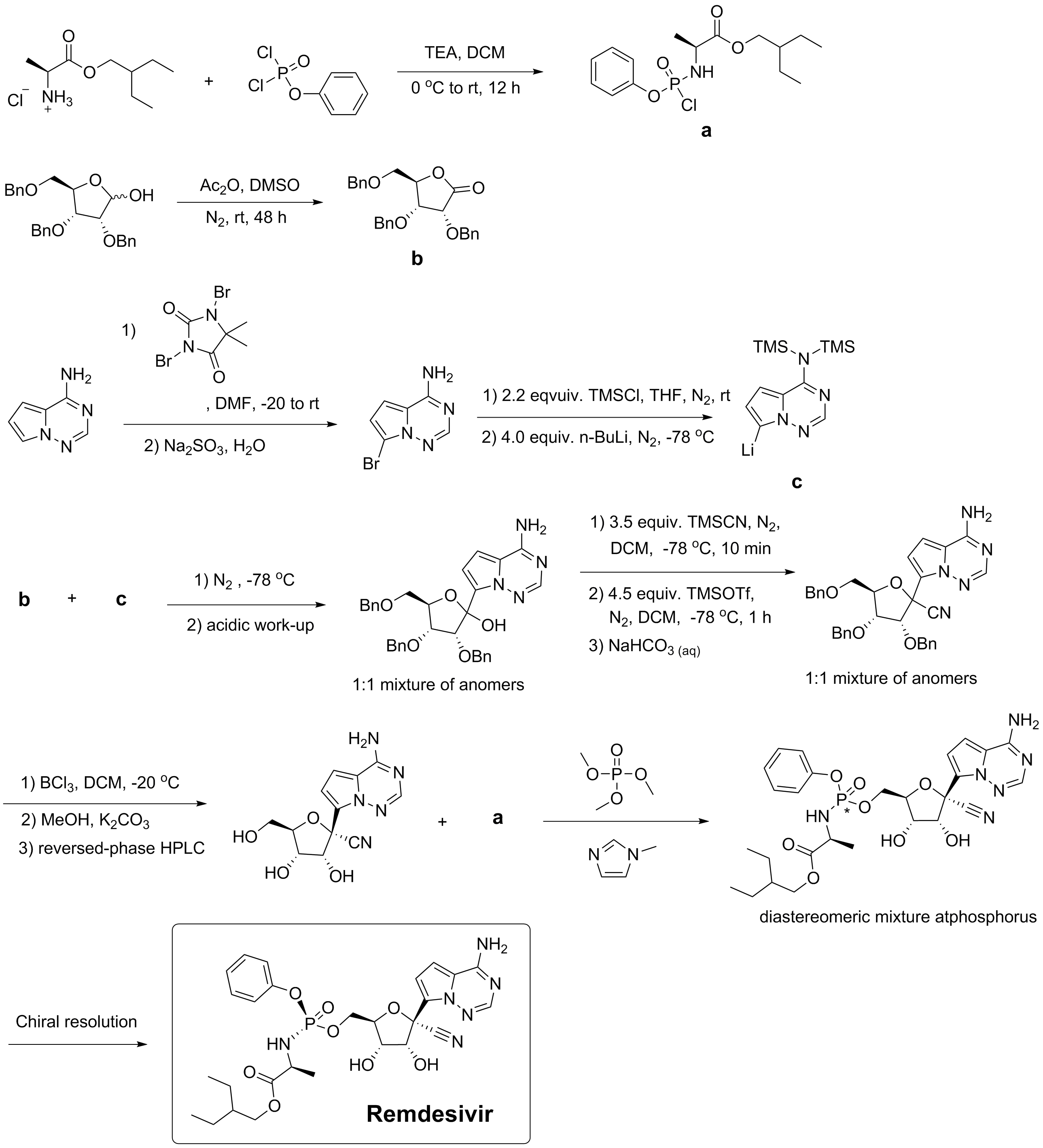
مسیر سنتز رمدسیویر که با استفاده از فرمول‌های ساختاری مواد نشان داده شده‌است.

رمدسیویر را می‌توان در چند مرحله از مشتقات ریبوز سنتز کرد. شکل سمت چپ یکی از مسیرهای سنتز که توسط Chun و همکاران در شرکت گیلاد ابداع شده‌است را نشان می‌دهد. در این روش، ابتدا گونه واسط a از ال-آلانین و فنیل فسفرودی‌کلریدات در حضور تری‌اتیل‌آمین و دی‌کلرومتان تهیه می‌شود. ریبوز محافظت شده با بنزیل سه‌گانه، به وسیله دی‌متیل سولفوکسید با استیک انیدرید اکسید می‌شود و لاکتون واسطه b را می‌دهد. پیرولو[۱٬۲-f] [۴٬۲٬۱]تری‌آزین-۴-آمین برم‌دار شده و گروه آمین توسط تری‌متیل‌سیلیل کلرید اضافی، محافظت می‌شود. n-بوتیل‌لیتیم تحت تبادل هالوژن-لیتیوم با برومید در دمای ۷۸- درجه سانتی‌گراد (۱۰۸- درجه فارنهایت) قرار می‌گیرد تا گونه واسط c حاصل شود. سپس ماده واسط b به صورت قطره‌قطره به محلول حاوی محلول ماده واسط c اضافه می‌شود. پس از اتمام واکنش در یک محلول آبی اسیدی ضعیف، نسبت ۱:۱ از آنومرها به دست می‌آید. سپس با مقدار اضافه تری‌متیل‌سیلیل سیانید در دی‌کلرومتان در دمای ۷۸- درجه سانتی گراد (۱۰۸- درجه فارنهایت) به مدت ۱۰ دقیقه واکنش داده می‌شود. سپس تری‌متیل‌سیلیل تری‌فلات اضافه شده و به مدت یک ساعت دیگر واکنش نشان می‌دهد و مخلوط واکنش در سدیم هیدروژن کربنات آبی کامل می‌شود. یک واسطه نیتریلی به دست می‌آید. سپس گروه محافظ‌کننده بنزیل به وسیله بور تری‌کلرید در دی‌کلرومتان در دمای ۲۰ درجه سانتی گراد (۴- درجه فارنهایت) حذف می‌شود. مقدار مازاد بور تری‌کلرید در مخلوطی از پتاسیم کربنات و متانول خنثی می‌شود و یک واسطه بدون بنزیل به دست می‌آید. سپس ایزومرهای به دست آمده به وسیله HPLC فاز معکوس جداسازی می‌شوند. ترکیب نوری خالص و واسطه a با تری متیل فسفات و متیل‌امیدازول واکنش داده و مخلوط دیاسترومر رمدسیویر به دست می‌آید. در پایان، رمدسیویرِ خالصِ نوری را می‌توان با روش‌های تفکیک کایرال به دست آورد.